# Macao vid världsmästerskapen i friidrott 2023
Macao tävlade vid världsmästerskapen i friidrott 2023 i Budapest i Ungern mellan den 19 och 27 augusti 2023.

## Resultat
Macaos trupp bestod av en idrottare.

### Herrar
Gång- och löpgrenar
| Idrottare   | Gren      | Inledande omgång | Inledande omgång | Försöksheat | Försöksheat | Semifinal        | Semifinal        | Final            | Final            |
| Idrottare   | Gren      | Resultat         | Placering        | Resultat    | Placering   | Resultat         | Placering        | Resultat         | Placering        |
| ----------- | --------- | ---------------- | ---------------- | ----------- | ----------- | ---------------- | ---------------- | ---------------- | ---------------- |
| Kin Wa Chan | 100 meter | 10,79            | 3 q              | 10,83       | 8           | Gick inte vidare | Gick inte vidare | Gick inte vidare | Gick inte vidare |